# Orienscopia sanmartini
Orienscopia sanmartini är en insektsart som beskrevs av Bentos-pereira 2000. Orienscopia sanmartini ingår i släktet Orienscopia och familjen Proscopiidae. Inga underarter finns listade i Catalogue of Life.